# Río Collacagua
El río Collacagua, a veces río Coyacagua, es un curso de agua que fluye de norte a sur en la Región de Tarapacá de las cuencas altiplánicas (010) y desemboca en el Salar de Huasco. El río bordea el poblado de Collacagua, único asentamiento humano permanente en la cuenca.
El río Collacagua es el principal afluente del Salar de Huasco.

## Trayecto
Nace en El Tojo de la confluencia del río Chaquina, que viene del norte con muy escaso caudal y suave pendiente, y del río Piga que viene del oriente y que aporta el caudal principal.
Hans Niemeyer describe el trayecto del río en las siguientes palabras:: 118–119 
A partir de El Tojo, el río Collacagua se desarrolla con pequeña pendiente en dirección franca al sur, formando en algunos sectores grandes desplayes de aguas bajas cubiertas de algas. Después de recorrer unos 15 km en dicha dirección, las aguas se infiltran en los acarreos modernos, poco más abajo del punto nominado Manco Collacagua. El lecho del río continúa seco y arenoso por otros 10 km hasta el Salar de Huasco. En efecto, las quebradas de Sillillica y Manco Collacagua han formado un gran cono da deyección de materiales permeables que es el que ha interceptado el curso inferior del río Callacagua, provocando su desaparición.
Entre El Tojo y Manco Collacagua el río no recibe afluentes permanentes. Algunas quebradas laterales como la de Peña Blanca, la de Millumilluri, la de Sillilllca, etc. aportan agua sólo en época de las grandes lluvias estivales. El desarrollo total del río Collacagua desde su nacimiento hasta la orilla norte del Salar del Huasco es de 30 km.
En la orilla occidental del Salar del Huásco, sito el punto más bajo y austral de la depresión de Collacagua, a 3760 m, se generan tres vertientes principales. En la primera, situada en Salinas del Huasco, en el extremo norponiente del Salar, el agua brota 4 m sobre el nivel del salar, a 15,5 °C . A 1 km al sur de ella, brota la segunda vertiente con un gasto menor. Más al sur, a orillas mismas del Salar y junto a la huella a Pica, se encuentra la vertiente más importante donde el agua brota a 15,5 °C. Las aguas de estas vertientes san dulces y reúnen un gasto de 40 a 50 l/s.

## Caudal y régimen
Existen 3 estaciones fluviométricas en la zona, una en el río Piga en Collacagua, otra en el río Collacagua en Peñablanca y una tercera en río Batea en Confluencia, sin embargo, solo pocos datos son conocidos. Un informe entrega los siguientes datos:: 30 
- Álamos y Peralta (1984):
  - Río Collacagua: 150 l/s caudal medio anual y un máximo de 400 l/s

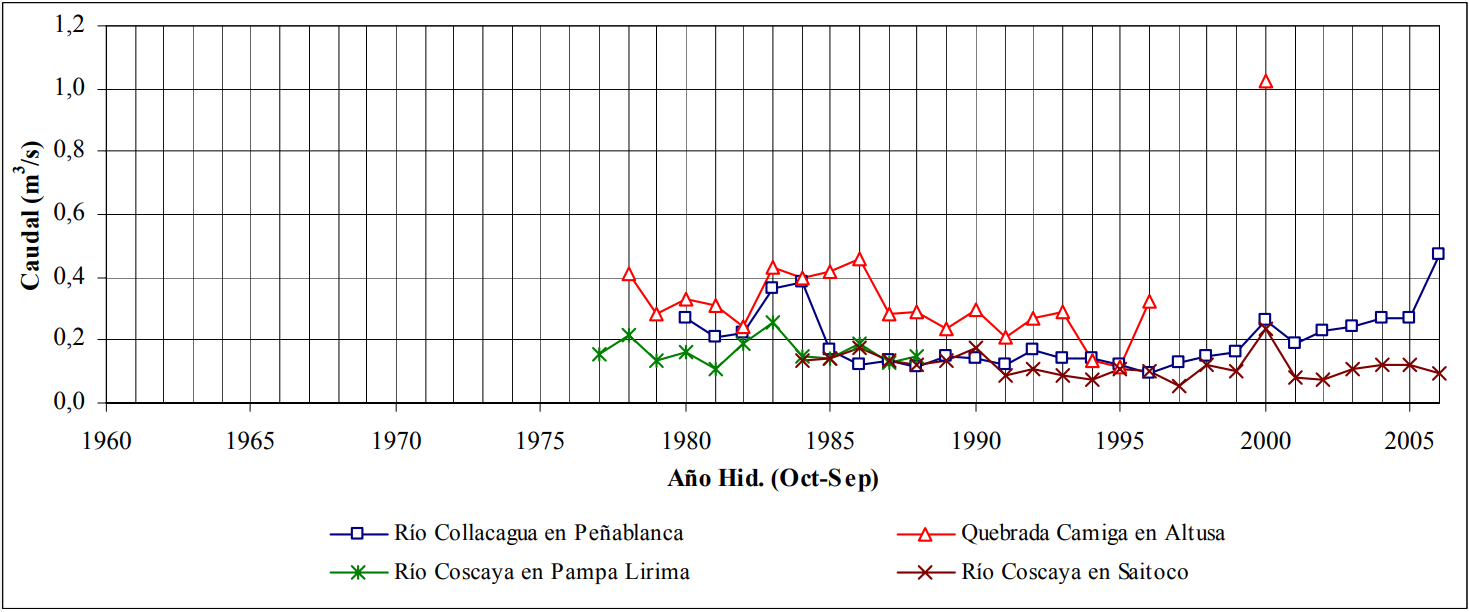
Caudales medios anuales del río Collacagua y otros.

  - Río Piga: 65 l/s
- PUC (2009)
  - Río Collacagua: 100 l/s
  - Río Piga: 220 l/s

## Historia
Luis Risopatrón lo describe en su Diccionario jeográfico de Chile (1924):: 234 
Collacagua (Río). Formado por los arroyos de Chaquina i de Piga, corre hacia el S i se pierde en la pampa de Rallabos, antes de llegar al a salar del Guasco